# Аха

Аха в разрезе. Основной вид справа налево

Аха (также ах-ах от фр. ha-ha) — в садово-парковом дизайне ров, одна сторона которого имеет подпорную стену и скрыта от наблюдателя. Его использовали для разграничения физического пространства сада или парка без вмешательства в визуальный образ ландшафта.

## Происхождение

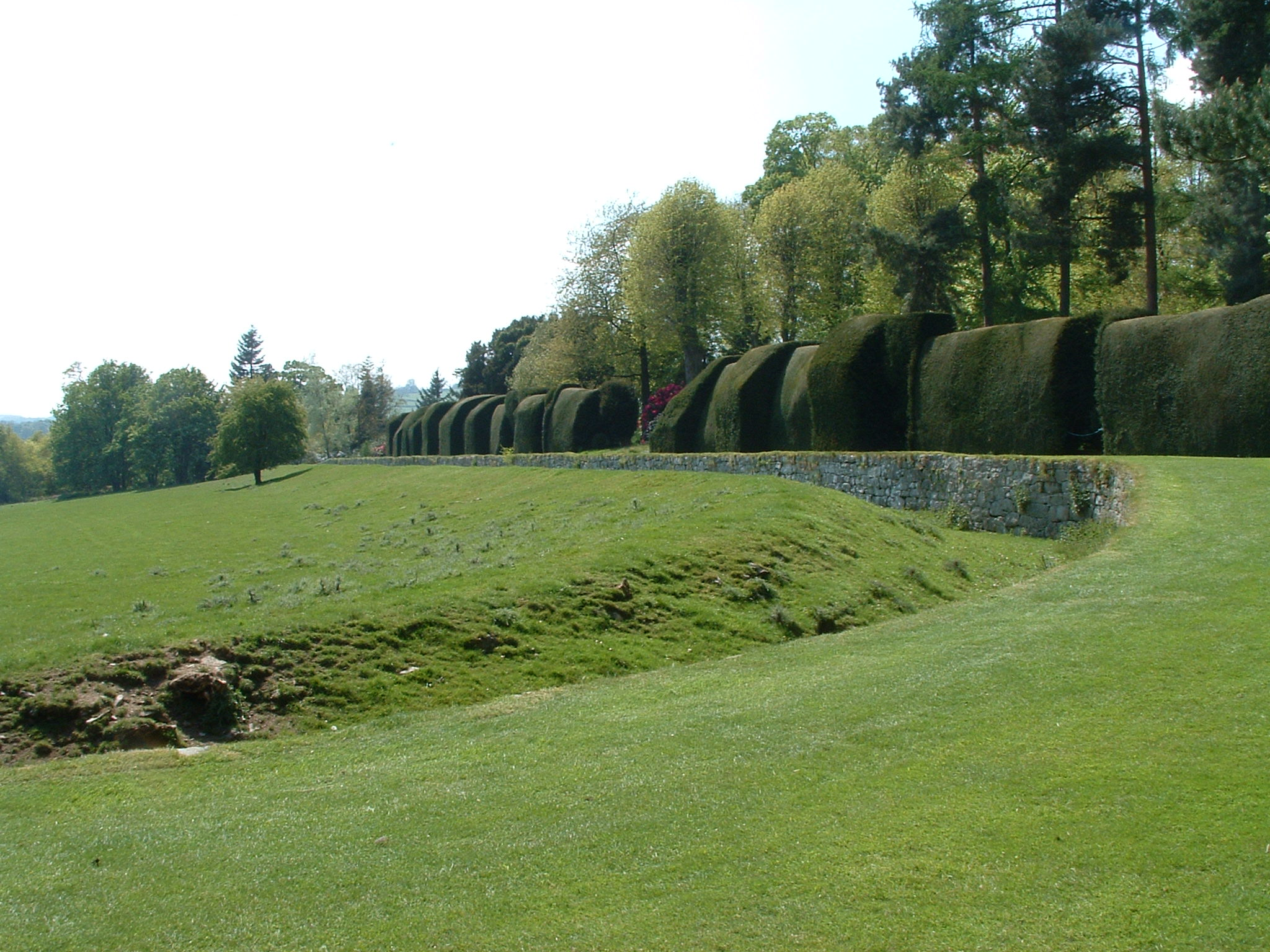
Чиркский замок в Денбишире в Северном Уэльсе

Аха переплетается с китайскими идеями ландшафтного дизайна о скрытии барьера с природой, но в Европе оно зародилось раньше, чем европейцы познакомились с китайским садово-парковым искусством. Аха является отличительной чертой в дизайне Чарльза Бриджмена, которого Хорас Уолпол и Уильям Кент считали основоположником стиля.
Уолпол полагал, что название возникло потому, что когда обычные люди обнаруживали его, они издавали соответствующее восклицание от удивления. Уолпол не знал, что это изобретение было описано Дезалье д’Аржанвилем в работе «Теория и практика паркового дизайна» (фр. La théorie et la pratique du jardinage, 1709), переведённой на английский язык архитектором Джоном Джеймсом в 1712 году.
Во время раскопок в Айоне в 1964—1974 годах Ричард Рис обнаружил аха XVIII века, построенное для защиты аббатства от скота; оно было исключительно функциональным, не преследующим художественной цели.